# Opuntia stenarthra
Opuntia stenarthra ist eine Pflanzenart in der Gattung der Opuntien (Opuntia) aus der Familie der Kakteengewächse (Cactaceae). Das Artepitheton stenarthra leitet sich von den griechischen Worten stenos für ‚schmal‘ sowie arthron für ‚Abschnitt‘ ab und verweist auf die Form der Triebsegmente der Art.

## Beschreibung
Opuntia stenarthra wächst strauchig mit mehreren kriechenden bis aufsteigenden, bis zu 2 Meter langen Zweigen und erreicht Wuchshöhen von bis zu 80 Zentimeter. Die gelblich grünen, dünnen, schmal länglichen Triebabschnitte sind 8 bis 25 Zentimeter lang und 2,5 bis 7 Zentimeter breit. Die  Glochiden sind braun. Dornen fehlen meist. Manchmal sind ein, drei oder fünf gelblich braune vorhanden, die im Alter weißlich werden und 0,6 bis 3,5 Zentimeter lang sind.
Die zitronengelben Blüten erreichen eine Länge von bis zu 3 Zentimeter und ebensolche Durchmesser. Die birnenförmigen Früchte sind bis zu 2,5 Zentimeter lang.

## Verbreitung, Systematik und Gefährdung
Opuntia stenarthra ist in Paraguay im Departamento Concepción und möglicherweise in Brasilien im Bundesstaat Mato Grosso do Sul verbreitet.
Die Erstbeschreibung durch Karl Moritz Schumann wurde 1899 veröffentlicht.
In der Roten Liste gefährdeter Arten der IUCN wird die Art als „Data Deficient (DD)“, d. h. mit keinen ausreichenden Daten geführt. Die zukünftige Entwicklung der Populationen ist unbekannt.

## Nachweise